# Municipio de Buffalo (condado de Washington)
El municipio de Buffalo (en inglés: Buffalo Township) es un municipio ubicado en el condado de Washington en el estado estadounidense de Pensilvania. En el año 2000 tenía una población de 2,100 habitantes y una densidad poblacional de 40 personas por km².

## Geografía
El municipio de Buffalo se encuentra ubicado en las coordenadas 40°8′28.4″N 80°21′16.27″O / 40.141222, -80.3545194.

## Demografía
Según la Oficina del Censo en 2000 los ingresos medios por hogar en la localidad eran de $44,167 y los ingresos medios por familia eran $51,118. Los hombres tenían unos ingresos medios de $34,648 frente a los $21,750 para las mujeres. La renta per cápita para la localidad era de $18,417. Alrededor del 3,0% de la población estaban por debajo del umbral de pobreza.